# غراب (فیلم ۲۰۱۲)
غراب یا کلاغ (به انگلیسی: The Raven) یک فیلم دلهره‌آور آمریکایی محصول سال ۲۰۱۲ به کارگردانی جیمز مک‌تیگو است که بر اساس نمایشنامه‌ای از بن لیوینگستون و هانا شکسپیر ساخته شده‌است. جان کیوساک، آلیس ایو، برندن گلیسون ،لوک ایوانز، الیور جکسون-کوهن، جیمی یوئیل، کوین مک‌نالی ،سم هزلدین، پم فریس از بازیگران این فیلم هستند. این فیلم در ۹ مارس ۲۰۱۲ در بریتانیا و جمهوری ایرلند و در ۲۷ آوریل ۲۰۱۲ در آمریکا منتشر شد.
داستان فیلم در سال ۱۸۴۹ اتفاق می‌افتد و برداشتی خیالی از آخرین روزهای زندگی ادگار آلن پو پدیدآور و شاعر می‌باشد که با آدم‌کشی زنجیره‌ای که بر اساس داستان اشعار او صورت گرفته روبرو می‌شود.
عنوان فیلم برگرفته از شعری از پو با نام «غراب» می‌باشد.

## داستان
این فیلم دربارهٔ یک قاتل زنجیره ای است که برای قتل‌های که انجام می‌دهد از سری کتاب‌های جنایی به نویسندگی «ادگار آلن پو» الهام می‌گیرد و در ادامه یک کارآگاه جوان به همراه نویسندهٔ کتاب، یعنی پو در پی این قاتل می‌گردند تا قبل از اینکه قتل‌های بیشتری انجام دهد او را شناسایی کنند.